# Triệu Chiêu Nghi
Triệu Chiêu Nghi (tiếng Trung: 赵昭仪, phiên âm: Zhao Zhao Yi, tiếng Hàn: 자오 자오이, sinh ngày 21 tháng 05 năm 1999) là một diễn viên, người mẫu. Cô bắt đầu sự nghiệp từ 03/2019 với vai Hoa Dung trong bộ phim Nhất dạ tân nương ("Cô dâu một đêm").

## Tiểu sử
Triệu Chiêu Nghi tốt nghiệp Học viện truyền thông Chiết Giang, chuyên ngành Phát thanh và dẫn chương trình.
Cô sinh năm 1999 tại Đại Liên, Liêu Ninh, nhưng thuở nhỏ sống ở Thổ Nhĩ Kỳ, cho đến cấp 3 mới chuyển về sống và học tập tại Chiết Giang, Trung Quốc. Vào năm 2017, khi đang là sinh viên thứ nhất, Triệu Chiêu Nghi tình cờ nhìn thấy buổi thử giọng của chương trình tạp kỹ "Brother Don't Make Trouble" trong khuôn viên trường và đã tham gia với tâm lý thử sức. Không ngờ, cô đã bắt đầu làm "diễn viên" cho đến hết chiến dịch. Triệu Chiêu Nghi khi mới vào nghề cảm thấy rất lo lắng vì đây không phải chuyên ngành cô theo học, nhưng dần dần cô phát hiện ra các chuyên ngành khác nhau cũng có thể bổ sung và hỗ trợ lẫn nhau.
Trong buổi thử vai phim "Nhất dạ tân nương", vì sự tương đồng với vai diễn Hoa Dung mà đạo diễn đã ngay lập tức chọn cô gái xuất thân không chuyên nghiệp Triệu Chiêu Nghi vào vai diễn này.

## Đời tư
Hai tháng sau khi bộ phim Nhất dạ tân nương kết thúc, bạn diễn Viên Hạo - nam chính bộ phim đăng ảnh chụp cùng Triệu Chiêu Nghi cùng dòng caption thổ lộ tình cảm. Đây được coi là động thái công khai mối quan hệ của hai người.

## Phim
| Năm          | Phim                          | Vai              | Bạn diễn                  | Vai trò       |
| ------------ | ----------------------------- | ---------------- | ------------------------- | ------------- |
| 2019         | Trời quang không thể ngờ      | Hà Hiểu Tinh     | Phan Hựu Thành            | Vai chính     |
| 2019         | Nhất dạ tân nương             | Hoa Dung         | Viên Hạo                  | Vai chính     |
| 2021         | Thợ săn sói                   | Diệp Tiểu Phàm   |                           | Khách mời     |
| 2021         | Lý tưởng chiếu rọi Trung Quốc | An Ran [Xin Hao] |                           | Vai khách mời |
| TBA          | Băng vũ hoả                   | Lam An Nhiên     | Trần Hiểu, Vương Nhất Bác | Vai phụ       |
| TBA          | Tôi muốn làm anh em với cậu   | Kim Bối Bối      | Trần Hựu Duy, Tân Vân Lai | Vai chính     |
| TBA          | Nhất dạ tân nương 2           | Hoa Dung         | Viên Hạo                  | Vai chính     |
| Tháng 7/2021 | Nữ sinh năm 3                 | Triệu Gia Hân    | Vương Gia                 | Vai chính     |

## Giải thưởng và đề cử
| Năm  | Giải thưởng                        | Hạng mục                 | Phim                             | Kết quả   |
| ---- | ---------------------------------- | ------------------------ | -------------------------------- | --------- |
| 2020 | Liên hoan phim Dragon TV lần thứ 4 | Nữ diễn viên mới của năm | Nhất dạ tân nương - vai Hoa Dung | Đoạt giải |